# DeRuyter (New York, város)
DeRuyter város az USA New York államában, Madison megyében. Lakosainak száma 1276 fő (2020. április 1.).

## Népesség
A település népességének változása:

| 2010 | 558   |
| 2020 | 1 276 |